# Rivière des Rapides (rivière Gatineau)
Pour les articles homonymes, voir Rapides.
La rivière des Rapides est un affluent du réservoir Cabonga, coulant dans les cantons de Lorrain, Sbarretti et Émard, dans le territoire non organisé du Lac-Pythonga, dans la municipalité régionale de comté (MRC) de La Vallée-de-la-Gatineau, dans la région administrative de l’Outaouais, au Québec, au Canada.
La rivière des Rapides coule au centre-est de la réserve faunique La Vérendrye. La rivière des Rapides coule entièrement en territoire forestier. La foresterie constitue la principale activité économique de ce bassin versant ; les activités récréotouristiques, en second. La surface de la rivière est habituellement gelée de la mi-décembre à la mi-avril.

## Géographie
La rivière des Rapides prend sa source à l'embouchure du lac Byrd (longueur : 3,5 km ; largeur maximale : 1,8 km ; altitude : 374 m). Ce lac de tête est situé :
- au sud-est de la ligne de partage des eaux avec le bassin versant de la partie supérieure de la rivière Coulonge qui coule vers le sud-ouest, jusqu'à la rivière des Outaouais ;
- au nord-ouest de la ligne de partage des eaux avec le versant de la rivière de la Corneille qui coule généralement vers le sud-est, jusqu'à la rivière Coulonge.

L'embouchure du lac Byrd est situé au sud-est de la confluence de la rivière des Rapides avec le réservoir Cabonga, à 66,4 km à l'ouest de la confluence de la rivière Gens-de-Terre avec la rive est du réservoir Baskatong, au nord-ouest du centre-ville de Mont-Laurier, au nord-ouest du centre-ville de Maniwaki, au sud-est du centre-ville de Val d'Or et au sud-est de la route 117.
Les principaux bassins versants voisins de la rivière des Rapides sont :
- côté nord : réservoir Cabonga ;
- côté est : lac Jean-Peré, lac de l'Écorce ;
- côté sud : ruisseau Antostagan, rivière Corneille, lac Jean-Peré ;
- côté ouest : rivière Coulonge.

À partir de l'embouchure du lac Byrd, la rivière des Rapides coule sur environ 22 km selon les segments suivants :
- vers le nord-est, jusqu'à la rive nord-ouest du lac Poulter ;
- vers le nord-est en traversant le lac Poulter (altitude : 369 m) jusqu'à son embouchure ;
- vers le nord-est jusqu'à la rive ouest d'un lac formé par l'élargissement de la rivière. Note : ce lac reçoit les eaux de la décharge d'un ensemble de lacs dont Chélidoine, Lono, Agnat et du Talisman ;
- vers l'est en traversant un lac formé par l'élargissement de la rivière et en recueillant les eaux de la décharge (venant du nord) des lacs du Cytise et Labri, ainsi qu'en contournant une île (longueur : 0,7 km), jusqu'à la rive ouest du lac Jean-Peré ;
- vers le nord-est en traversant le lac Jean-Peré (altitude : 365 m) jusqu'à son embouchure qui correspond au pont de la route 117 ;
- vers le nord en traversant sur 0,4 km un lac non identifié (altitude : 365 m) et en formant un crochet vers l'ouest, jusqu'à la confluence de la rivière[2].

La rivière des Rapides se décharge sur la rive est du réservoir Cabonga (altitude : 361 m. Cette confluence est située au sud de la baie Dixie. Une île de 1,2 km barre la confluence de la rivière des Rapides. Cette confluence est enclavée entre des montagnes dont un sommet atteint 480 m (côté nord) et 481 m (côté sud).
La confluence de la rivière des Rapides est située au nord-est de la route 117, au nord du cours de la rivière des Outaouais, au nord-ouest de Maniwaki, à l'ouest d'une baie du réservoir Baskatong et au nord-ouest de Mont-Laurier.

## Toponymie
Le toponyme rivière des Rapides a été officialisé le 5 décembre 1968 à la Commission de toponymie du Québec.